# Instytut Badawczy Leśnictwa
Instytut Badawczy Leśnictwa (IBL) – utworzona w 1930 instytucja zajmująca się prowadzeniem prac naukowych i rozwojowych na rzecz leśnictwa.

## Charakterystyka
Placówkę powołano w 1930 pod nazwą Zakład Doświadczalny Lasów Państwowych. Pierwsza siedziba, do 1939 i w latach 1946–1955 mieściła się w Warszawie, przy ul. M. Reja. Jej pierwszym dyrektorem został inż. Jan Hausbrandt.
Nadzór merytoryczny nad IBL-em prowadzi Minister właściwy do spraw leśnictwa. Podstawę prawną działania instytutu stanowią: ustawa z dnia 25 lipca 1985 o jednostkach badawczo-rozwojowych (Dz.U. z 2001 r. nr 33, poz. 388, z późn. zm.) oraz statut. IBL jest członkiem Międzynarodowej Unii Leśnych Organizacji Badawczych – IUFRO (International Union of Forest Research Organizations) oraz Europejskiego Instytutu Leśnego – EFI (The European Forest Institute).

## Kierownictwo[3]
- Stanisław Drozdowski – dyrektor[4]
- Dorota Dobrowolska – zastępca dyrektora
- Tomasz Jabłoński – zastępca dyrektora[5]

Składa się z następujących komórek naukowych:
- Sękocin Stary – siedziba główna:
  - Zakład Ekologii Lasu,
  - Zakład Geomatyki,
  - Zakład Hodowli Lasu i Genetyki Drzew Leśnych,
  - Zakład Ochrony Lasu,
  - Zakład Zarządzania Zasobami Leśnymi,
  - Laboratorium Chemii Środowiska Przyrodniczego,
  - Laboratorium Ochrony Przeciwpożarowej Lasu;
- Kraków:
  - Zakład Lasów Górskich;
- Białowieża:
  - Zakład Lasów Naturalnych.